# 勒梅尼勒埃尔芒
勒梅尼勒埃尔芒（法語：Le Mesnil-Herman，法語發音：[lə menil ɛʁmɑ̃]）是法国芒什省的一个市镇，属于圣洛区。2019年，勒梅尼勒埃尔芒与市镇苏勒并入市镇布尔瓦莱。

## 地理
勒梅尼勒埃尔芒（49°1'31"N, 1°8'44"W）面积1.91 平方千米，位于法国诺曼底大区芒什省，该省份为法国西北部沿海省份，西、北、东北三面环大西洋，东起顺时针与卡爾瓦多斯省、奧恩省、马耶讷省和伊勒-维莱讷省接壤。
与勒梅尼勒埃尔芒接壤的市镇（或旧市镇、城区）包括：圣马丹德邦福塞、勒梅尼勒奥帕克、穆瓦永维拉日、苏勒、穆瓦永。
勒梅尼勒埃尔芒的时区为UTC+01:00、UTC+02:00（夏令时）。

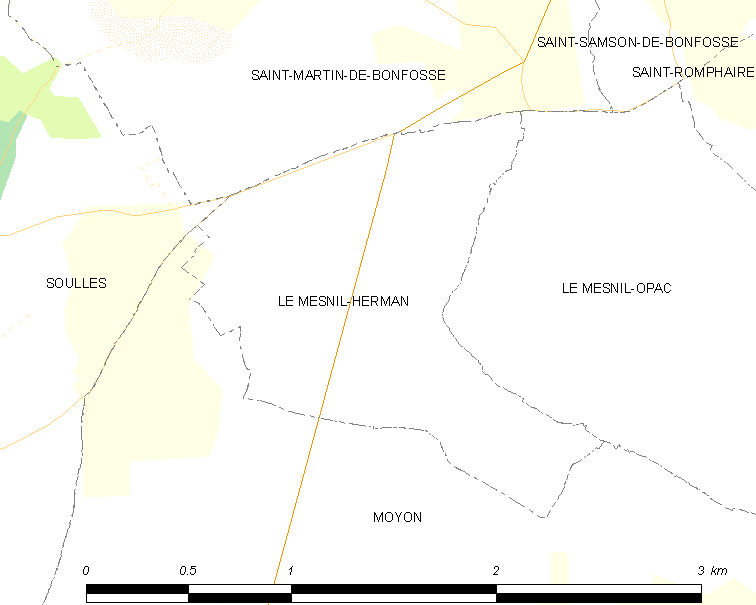
勒梅尼勒埃尔芒的OSM定位图

## 行政
勒梅尼勒埃尔芒的邮政编码为50750，INSEE市镇编码为50313。

## 政治
勒梅尼勒埃尔芒所属的省级选区为圣洛第二县。

## 人口

1962-2008年间勒梅尼勒埃尔芒人口变化图示

勒梅尼勒埃尔芒于2018年1月1日时的人口数量为140人。